# 韩修国
韩修国（1945年—），男性，汉族，江苏江浦人，中共党员，中华人民共和国政治人物、第十一届全国政协委员。

## 生平
韩修國曾任中共白银市委书记、甘肃省人民政府副省长、国务院国有资产监督管理委员会主席等职务。2008年，当选第十一届全国政协委员，代表中华全国总工会，分入第十七组。并担任人口资源环境委员会专委。